# Vidocq
Vidocq er en fransk stumfilm fra 1923 af Jean Kemm.

## Medvirkende
- René Navarre som François Vidocq
- Elmire Vautier som Manon-la-blonde
- Rachel Devirys som Yolande de la Roche Bernard
- Genica Missirio
- Dolly Davis som Marie-Thérèse de Champtocé
- Georges Deneubourg som Pasquier
- Geo Laby som Aubin Dermont / Tambour
- Jacques Plet som Bibi la Grillade